# Batak karo
Le batak karo ou karo batak est une langue austronésienne parlée en Indonésie, dans le Nord de l'île  de Sumatra. La langue appartient à la branche malayo-polynésienne des langues austronésiennes.

## Classification
Le karo batak, comme les autres langues qualifiées traditionnellement de batak fait partie des langues sumatra du Nord-Ouest qui sont un des sous-groupes du malayo-polynésien occidental.

## Phonologie
Les tableaux présentent la phonologie du karo batak.

### Voyelles
|         | Antérieure | Centrale | Postérieure |
| ------- | ---------- | -------- | ----------- |
| Fermée  | i [i]      |          | ë [ɯ] u [u] |
| Moyenne | é [e]      | e [ə]    | o [o]       |
| Ouverte |            | a [a]    |             |

### Consonnes
|              |              | Bilabiales | Alvéolaires | Dorsales | Dorsales | Glottales |
| ------------ | ------------ | ---------- | ----------- | -------- | -------- | --------- |
| Palatales    | Vélaires     | Bilabiales | Alvéolaires |          |          | Glottales |
| Occlusives   | Sourde       | p [p]      | t [t]       |          | k [k]    |           |
| Occlusives   | Sonore       | b [b]      | d [d]       |          | g [g]    |           |
| Fricative    | Fricative    |            | s [s]       |          |          | h [h]     |
| Affriquée    | Sourde       |            |             | c [t͡ʃ]   |          |           |
| Affriquée    | Sonore       |            |             | j [d͡ʒ]   |          |           |
| Nasale       | Nasale       | m [m]      | n [n]       |          | ng [ŋ]   |           |
| liquide      | liquide      |            | l [l]       |          |          |           |
| roulée       | roulée       |            | r [r]       |          |          |           |
| Semi-voyelle | Semi-voyelle | w [w]      |             | y [j]    |          |           |

## Sources
- (en) Adelaar, Alexander, The Austronesian Languages of Asia and Madagascar: A Historical Perspective, The Austronesian Languages of Asia and Madagascar, pp. 1-42, Routledge Language Family Series, Londres, Routledge, 2005,  (ISBN 0-7007-1286-0)
- (en) Woollams, Geoff, Karo Batak, The Austronesian Languages of Asia and Madagascar, pp. 534-561, Routledge Language Family Series, Londres, Routledge, 2005,  (ISBN 0-7007-1286-0)